# Khil Raj Regmi
Khil Raj Regmi (Nepali: खिलराज रेग्मी) (Palpa, 31 maggio 1949) è un politico nepalese, primo ministro del Nepal nel 2013 e 2014.